# 후안 라몬 히메네스
후안 라몬 히메네스(Juan Ramón Jiménez, 1881년 ~ 1958년)는 에스파냐의 시인이다.

## 생애
후안 라몬 히메네스는 1881년 스페인 남부에 위치한 안달루시아의 항구도시 모게르에서 태어났다. 조용한 성격의 시인은 스페인의 여느 소년과 마찬가지로 예수회에서 운영하는 학교를 다니며 유년시절을 보냈다. 세비야의 대학에서 법률을 공부할 때까지 대부분 지중해 연안의 항구도시에서 자랐다. 열네 살 무렵부터 시를 쓰기 시작해 열아홉이 되던 1900년 마드리드로 거처를 옮겨 그곳에서 모더니즘의 기수인 루벤 다리오 등과 친교를 맺는 한편, 첫 시집 <제비꽃의 마음>, <수련(睡蓮)> 등을 발표했다. A la verga

## 작품세계
에스파냐의 남단 모게르에서 출생한 그의 작품에는 안달루시아의 지방적 냄새는 거의 없었다. 초기의 <수심에 찬 아리아>(1903), <머나먼 정원>(1905), <엘레지>(1908) 등은 모더니즘 시인답게 자연이나 고독을 사랑하는 마음을 반영한 시집이다. 음울하면서도 화려하다고도 할 수 있는 소리나 색채로 충만된 시풍은 1916년경부터 시인들이 말한 소위 '벗은 시'에의 전개를 의미한다. 운율이나 형식 등 모든 외적인 장식을 버리고 순수한 형태를 자유시(自由詩)에서 구했다. <신혼 시인의 일기>(1917), <돌과 하늘>(1919) 이후의 작품이 곧 그것이다. 장편 산문시 <프라테로와 나>(1917)는 여러 나라의 국어로 번역되고 있으며 1956년에 노벨 문학상을 수상한 후 얼마 안 가서 푸에르토리코에서 사망했다.

## 같이 보기
- 소네트